# HP-UX
HP-UX는 휴렛 팩커드사에서 나온 유닉스 계열 운영 체제이다. 현재 버전들은 인텔 아이테니엄 아키텍처 기반 HPE 인티그리티 서버를 지원한다.

## 운영 환경
현재 사용할 수 있는 HP-UX 11i v3 운영 환경 목록은 아래와 같다.
- HP-UX 11i v3 Base OE (BOE)
- HP-UX 11i v3 Virtualization Server OE (VSE-OE)
- HP-UX 11i v3 High Availability OE (HA-OE)
- HP-UX 11i v3 Data Center OE (DC-OE)

현재 사용할 수 있는 HP-UX 11i v2 운영 환경 목록은 아래와 같다.
- HP-UX 11i v2 Foundation OE (FOE)
- HP-UX 11i v2 Enterprise OE (EOE)
- HP-UX 11i v2 Mission Critical OE (MCOE)
- HP-UX 11i v2 Minimal Technical OE (MTOE)
- HP-UX 11i v2 Technical Computing OE (TCOE)